# Central Fournier 2da. Sección
Central Fournier 2da. Sección är en ort i Mexiko.   Den ligger i kommunen Huimanguillo och delstaten Tabasco, i den sydöstra delen av landet, 600 km öster om huvudstaden Mexico City. Central Fournier 2da. Sección ligger 23 meter över havet och antalet invånare är 170.
Terrängen runt Central Fournier 2da. Sección är mycket platt. Runt Central Fournier 2da. Sección är det ganska glesbefolkat, med 45 invånare per kvadratkilometer. Närmaste större samhälle är Tres Bocas 1ra. Sección, 6,7 km norr om Central Fournier 2da. Sección. Trakten runt Central Fournier 2da. Sección består till största delen av jordbruksmark.